# Mörttjärnen (Husby socken, Dalarna, vid Hålnan)
Mörttjärnen är en sjö i Hedemora kommun i Dalarna och ingår i Dalälvens huvudavrinningsområde. Sjön har en area på 0,0464 kvadratkilometer och ligger 122,9 meter över havet.

## Delavrinningsområde
Mörttjärnen ingår i det delavrinningsområde (670661-151443) som SMHI kallar för Mynnar i Dammsjön. Medelhöjden är 143 meter över havet och ytan är 3,06 kvadratkilometer. Det finns ett avrinningsområde uppströms, och räknas det in blir den ackumulerade arean 12,13 kvadratkilometer. Vattendraget som avvattnar avrinningsområdet har biflödesordning 4, vilket innebär att vattnet flödar genom totalt 4 vattendrag innan det når havet efter 178 kilometer. Avrinningsområdet består mestadels av skog (83 procent). Avrinningsområdet har 0,04 kvadratkilometer vattenytor vilket ger det en sjöprocent på 1,2 procent.